# Rome: Total War: Barbarian Invasion
Barbarian Invasion è un videogioco di tipo strategico a turni, prima espansione del videogioco Rome: Total War, ambientato durante il declino dell'Impero romano occidentale.
L'edizione Gold di Rome: Total War include sia il gioco originale sia Barbarian Invasion. La campagna inizia nel 363 d.C. e termina nel 476 d.C. L'espansione include anche le grandi migrazioni delle popolazioni Germaniche e delle steppe (in particolare gli Unni) attraverso l'Europa, e una simulazione della tensione religiosa del periodo, con le tre maggiori religioni (Cristianesimo, Zoroastrismo e Paganesimo) che si contendono la supremazia.
Feral Interactive ha pubblicato una versione per iPad il 28 marzo 2017, e successivamente una versione per iPhone il 9 maggio 2019 e poi per Android il 18 giugno dello stesso anno.

## Modalità di gioco
Poiché in Barbarian Invasion la campagna inizia 350 anni dopo la fine del gioco originale, le fazioni e le province ivi presenti sono molto diverse dall'originale. Il Senato romano esiste ancora, ma non ha più il potere determinante che aveva nell'età repubblicana e non ha ruolo in questa espansione. Roma è divenuta un impero, che dopo essere cresciuto a vaste dimensioni si è diviso in impero d'Occidente e d'Oriente, governati rispettivamente da Roma e Costantinopoli (o Bisanzio) a seguito della sconfitta nella battaglia di Adrianopoli nel 378; nonostante questa divisione, la maggior parte del mondo conosciuto resta sotto il dominio della Roma imperiale, dalla Britannia all'Egitto, e le regioni a esso soggette rappresentano le fazioni formali dell'originale Rome: Total War. In Medio Oriente la dinastia Sassanide ha soppiantato quella Partica, costituendo un potente Impero mazdeo. La Dacia è stata conquistata dai Goti, e la Numidia dai Berberi. Gli Unni hanno invaso l'Europa, e le maggiori tribù germaniche hanno unito le loro forze ed hanno raggiunto una potenza tale da poter invadere tutto l'Impero.
Le condizioni di vittoria variano non più tra campagna imperiale (50 province) o breve (15 province e sopravvivenza a una fazione rivale), ma a seconda della fazione selezionata per giocare: ogni fazione giocabile ha infatti il proprio territorio d'obbligo, incluso specifici territori indicati, ed è elencata con un livello di difficoltà iniziale rispetto alle altre (a parte le difficoltà di impostazione selezionata dall'utente). L'impero romano d'Occidente può iniziare il gioco con una grande potenza economica e militare, ma è afflitto da corruzione e tradimenti e tutti quanti vogliono un pezzo di esso, avendo bisogno di territori per vincere, uno tra i quali è il contestato Nord Italia. I Sassoni iniziano con piccoli territori e non hanno accesso a della tecnologia avanzata, ma hanno requisiti più piccoli del territorio, anche se devono difendersi dai loro vicini da sud e da nord.
Le "Orde" sono una nuova funzionalità introdotta in Barbarian Invasion e sono privilegio di alcune fazioni barbariche. Quando una delle suddette fazioni perde la sua ultima provincia (alcune fazioni, come Unni e Vandali, iniziano senza nessuna provincia), invece di essere distrutte diventano un'orda e sono costrette a stabilirsi altrove, per cui l'unico modo per distruggere definitivamente queste fazioni è quello di eliminare tutti i membri della loro famiglia. Le orde sono eserciti enormi, rappresentanti un'intera nazione, che non hanno alcun mantenimento. Quando un'orda riesce a conquistare una città, hanno l'opzione di saccheggiarla, causando gravi danni alla popolazione e agli edifici, ma procurando all'orda una grande quantità di denaro, o di stabilirvisi, permettendo all'orda di ricominciare da zero e usarla come capitale; quando un'orda si stabilisce, una parte del suo esercito si scioglie e si trasforma in popolazione della città occupata, e in compenso la fazione può cominciare a conquistare le altre province normalmente. Con il concetto di orda, gli sviluppatori hanno tentato di richiamare l'idea della migrazione di svariati popoli "barbari" di quel tempo, specialmente Unni, Goti, Roxolani, Vandali, Franchi, Burgundi, Slavi e Longobardi.
È stata inoltre aggiunta la possibilità di reclutare unità di generali una volta costruita una scuderia di massimo livello; questo è un buon metodo per sopperire a una famiglia in crisi, dato che diventano come i generali ottenuti naturalmente e ottengono tratti e seguaci quando combattono battaglie. Non possono però diventare eredi di fazione, e quindi capofazione, e quando muoiono la loro guardia del corpo si dissolve per sempre come ogni altro generale, ma soprattutto, anche se si possiede numerosi generali, la morte dell'ultimo membro di famiglia comporterà la scomparsa della fazione e la sconfitta finale.
Oltre a seguaci e tratti distintivi, i generali e familiari possono anche ottenere uffici, titoli, reliquie religiose e persino armi famose, che donano tutti dei benefici a chi li possiede e possono essere scambiati tra i generali della stessa fazione come fossero seguaci. Alcuni generali possiedono anche l'attributo che consente loro di combattere di notte; questo è possibile selezionando l'apposita voce nei preparativi di una battaglia. I generali che combattono bene, di giorno e soprattutto di notte, ottengono abilità che li rendono adatti al combattimento notturno. Nel caso di rinforzi, essi si uniranno alla battaglia solo se il loro generale, del pari, possiede la capacità di combattere di notte, cosa che un capitano non avrà mai.
Inoltre, i generali romani e goti presentano un nuovo attributo: la Fedeltà al capofazione e all'intera fazione. Questo attributo può salire o calare a seconda della situazione, ma può migliorare nel caso si concedano al personaggio un ufficio o un titolo. Nel caso di una bassa Lealtà, è probabile che il personaggio si unisca a una ribellione, e se egli si trova in un insediamento o a capo di un esercito, quelli che vi si trovano possono seguirlo nel suo potenziale tradimento. Nel caso il generale romano o goto riesca a portarsi l'insediamento con sé nella sua ribellione, sarà fondata una nuova fazione, che siano gli Ostrogoti o i Ribelli Romani d'Oriente o d'Occidente; queste fazioni si comporteranno come tutte le altre, nel senso che possono conseguire la vittoria finale, condurre atti diplomatici persino con l'impero a cui si è ribellato e dichiarare guerra a terze parti. Anche se queste tre fazioni ribelli possono venire eventualmente distrutte, non è detto che scompaiano per sempre.
Altra nuova caratteristica è la religione: sebbene fosse presente già in Medieval: Total War, era soltanto un elemento diplomatico alla meglio, ed estetico alla peggio. Questo è invece il primo titolo in cui la religione riveste un ruolo importante. Vi sono tre religioni, ovvero Cristianesimo, Paganesimo e Zoroastrismo, alle quali ciascun personaggio può aderire individualmente, così come vi è la prevalenza religiosa degli insediamenti: le stesse province possono infatti convertirsi gradualmente ad una religione diversa in vari modi; ad esempio, costruire templi dedicata ad una religione contribuirà alla sua diffusione nella provincia. Di solito, i conflitti religiosi portano gravi scontenti negli insediamenti, costringendo il giocatore a scegliere tra il provare a convertire la provincia per impedire una rivolta oppure rendere la popolazione più felice gradualmente.

## Fazioni giocabili

### Fazioni romane
Le fazioni romane rappresentano i resti di quello che una volta era l'impero romano unificato.
- Impero romano d'Occidente: Giocabile. Rappresenta la parte più romanizzata del vecchio impero, ma anche se di grandi dimensioni e apparentemente avanzato, è in decadenza e in difficoltà economiche. È circondato da numerose fazioni 'barbare', e più avanti dalle fazioni 'nomadi' e dagli Unni, e condizionato da conflitti religiosi, corruzione e dispersione delle sue forze armate. L'esercito è qualitativamente molto forte, con potenti unità legionarie romane e diverse unità federate (composte da barbari romanizzati) a completarne i ranghi (incluse le guardie del corpo del generale). Le sue infrastrutture sono inoltre di ineguagliabile complessità per i barbari e i nomadi. La sua condizione di vittoria è controllare 34 provincie, tra cui Nord Italia, Africa, Tracia e Taraconensis.
- Impero romano d'Oriente: Giocabile. La parte orientale dell'impero è leggermente più piccola, ma anche più stabile e prospera economicamente della controparte occidentale. È anche notevolmente influenzata dalla cultura greco-orientale: ad esempio, le sue infrastrutture sono ottime e simili a quelle dell'Impero d'Occidente, mentre l'esercito è un potente connubio tra i romani e le civiltà dell'oriente, e dispone di una cavalleria molto valida, che comprende catafratti dell'est, Clibanarii (cavalleria pesante armata, in qualche modo simile ai catafratti) e Dromedari sul modello orientale, oltre a cavalleria leggera romana più tradizionale, e una fanteria che comprende eccellenti arcieri d'oriente e molte unità di fanteria pesante romana. La fazione è circondata da numerosi nemici: Unni, Goti, e molti altri premono sui Balcani, mentre a oriente incombe l'impero sassanide. La sua condizione di vittoria è controllare 34 provincie, tra cui Nord Italia, Africa, Tracia e Aegyptus.
- Romano-Britanni: Non-giocabile. Culturalmente parlando, sono una fazione romana (come dimostrano le infrastrutture simili tra i nativi romani), e appaiono quando l'impero romano d'Occidente perde le sue province britanniche. I romano-britannici usano versioni un po' meno potenti delle unità romane, integrate da unità barbariche medio-leggere. Quando appaiono hanno una discreta forza effettiva, e il loro esercito spesso include unità molto esperte. Si trovano tuttavia in una posizione non molto felice, stretti tra i Celti che avanzano a nord e i Sassoni dal mare.
- Ribelli occidentali: Non-giocabili. Questa fazione appare quando le città romane occidentali si ribellano. Hanno le stesse unità dell'esercito occidentale e iniziano una guerra contro di esso una volta comparsi.
- Ribelli orientali: Non-giocabili. I ribelli orientali appaiono quando le città dell'impero d'Oriente si ribellano, similmente ai ribelli dell'Impero occidentale; le loro unità sono le stesse dei romani orientali.

### Fazione unna
La fazione unna è distinta dalla fazione nomade, perché sono rappresentati solamente appunto dai terribili Unni.
- Unni: Giocabili. Provenienti dalla lontana Asia, gli Unni iniziano come orda vicino agli Alani e Roxolani a nord del Mar Nero. Il loro esercito è principalmente costituito da potenti unità di cavalleria con grande resistenza, e hanno anzi la cavalleria leggera migliore del gioco, numericamente e qualitativamente, con arcieri a cavallo davvero notevoli; la loro selezione di fanteria è però limitata, e i loro guerrieri appiedati spesso vengono relegati a funzioni di supporto. Hanno anche una grande carenza nella costruzione di nuove infrastrutture al punto da essere spesso obbligati a utilizzare edifici in insediamenti strappati a popoli più evoluti. Tali caratteristiche li rendono adattissimi alla costruzione di un vasto impero nelle prime fasi del gioco, ma anche assai inadatti a mantenerlo a lungo. La loro condizione di vittoria è conquistare 15 provincie, tra cui Nord Italia e Tracia.

### Fazioni nomadi
Queste fazioni barbare iniziano in Europa orientale. "Nomade" è un termine generico per indicare le fazioni iraniche, quelle germano orientali e gli Slavi. Hanno accesso a una cavalleria nomade superiore a quella delle controparti occidentali, arcieri a cavallo altamente addestrati e fanteria di buona qualità. Il loro punto debole è la scarsa abilità d'assedio e la loro mancanza d'abilità nella costruzione di molte infrastrutture. Tutte le fazioni nomadi possono trasformarsi in orde.
- Goti: Giocabili. Solitamente descritti nell'atto di sacrificare i nemici catturati al loro dio pagano Tyz, all'inizio del gioco la maggior parte di loro è già stata convertita al cristianesimo. La parte migliore del loro esercito è costituita dalla variegata e numerosa cavalleria, più forte rispetto a quella dei loro cugini germanici, sebbene dispongano anche di fanteria di alta qualità. Il loro esercito è formato in gran parte da truppe germaniche, ma presenta anche molte truppe chiaramente influenzate dai popoli della steppa. Cominciano nel settore dell'odierna Romania, e presto ricevono l'incursione dei nomadi della steppa. La loro condizione di vittoria è conquistare 16 provincie, tra cui Nord Italia e Tracia.
- Vandali: Giocabili. Nonostante siano rappresentati come popoli della steppa, hanno un'origine germanica. Si stabilirono nell'ex-provincia romana del nord-ovest dell'Africa, ma qui partono come un'orda situata a nord-ovest del Mar Nero. I loro eserciti sono in genere costituiti da forti e agili cavalieri della steppa con una limitata scelta di fanteria di supporto. Sono anche in grado di adottare il Cristianesimo, che consente loro di addestrare anche sacerdoti ariani a cavallo. La loro condizione di vittoria è conquistare 10 provincie, tra cui Nord Italia, Africa e Baetica.
- Sarmati: Giocabili. Questa tribù d'origine iranica vive a nord-ovest del Mar Nero, nella zona corrispondente alla moderna l'Ucraina, e sembra una sorta di erede degli Sciti nel gioco originale. Presenta una cavalleria assai potente e la possibilità di addestrare donne-guerriere, ma ha una selezione molto limitata di fanteria, seppur di apprezzabile qualità. Le loro infrastrutture sono quelle tipicamente arretrate delle altre fazioni nomadi. Nei primi turni di gioco la fazione viene raggiunta dall'orda unna. La loro condizione di vittoria è conquistare 15 provincie, tra cui Pannonia, Illirycum-Dalmatia e Colchis.
- Ostrogoti Non-giocabili. Simili ai ribelli romani, gli Ostrogoti vengono generati quando le città gote si ribellano. Hanno le stesse unità e caratteristiche dei Goti.
- Roxolani: Non-giocabili. Una tribù molto simile ai Sarmati (hanno le stesse unità, e probabilmente un'origine comune); a causa del fatto che sono vicini alle orde unne a nord del Mar Nero, sono tra le prime fazioni ad essere da loro affrontate (e verranno potenzialmente sconfitti a meno che non siano comandati da leader capaci di difenderli).
- Slavi Non-giocabili. Appaiono tardi nel gioco, attorno al 410, a est del Mar Baltico. Hanno unità del tutto simili a quelle dei Vandali, ma obiettivi molto diversi.

### Fazioni barbariche
Le fazioni barbariche popolano le parti dell'Europa occidentale e centrale che non sono sotto il dominio romano. La loro forza risiede nella potente fanteria corpo a corpo; inoltre molte di esse possono assediare le città come una fazione civilizzata. I barbari sono abituati ai terreni montuosi e con molte foreste e quindi la loro cavalleria è poco potente e l'artiglieria spesso inefficace.
- Sassoni: Giocabili. Iniziano con un solo insediamento nella penisola dello Jutland, ma puntano alla conquista della Britannia. Hanno una delle fanterie da mischia più potenti del gioco e una flotta ben costruita e sono una fazione puramente pagana (le altre hanno credenze religiose miste). Sono tuttavia sprovvisti di artiglieria, e hanno una cavalleria poco potente e una scelta limitata di fanti che non siano da mischia. A parte i porti, le loro infrastrutture sono piuttosto arretrate. La loro condizione di vittoria è conquistare 18 provincie, tra cui Tribus Saxones, Britannia Superior e Belgica.
- Franchi: Giocabili. Pur iniziando nell'odierna Germania centrale, cercano di stabilirsi nell'ex-provincia romana della Gallia, e possono anche formare orde. Hanno lanciatori di ascia e una fanteria duttile e potente, tanto che i loro guerrieri appiedati armati di francisca sono alcuni tra i migliori del gioco, e possono lanciare asce che causano enormi danni alle unità nemiche. Sono una delle poche fazioni barbare con una cavalleria discreta, nella forma di paladini. Possono adottare il Cristianesimo, il che consente loro anche di addestrare alcune unità tipicamente cristiane. I Franchi sono i barbari più tecnologicamente avanzati, dato che sono anche in grado di costruire strade asfaltate e tecniche di allevamento quasi alla pari dei romani, e hanno la rara abilità (tra i barbari) di costruire onagri e balliste. Sono quindi più equilibrati degli altri barbari, ma si trovano anche in una spiacevole situazione strategica, specialmente all'inizio, circondati da potenti nemici. La loro condizione di vittoria è conquistare 20 provincie, tra cui Lugdunensis, Aquitania e Narbonensis.
- Alemanni: Giocabili. Una confederazione di tribù germaniche, iniziano nell'area dell'odierno Baden-Württemberg. La loro potente fanteria include agguerriti fanti pesanti e leggeri inclusi i terribili berserkers; hanno anche eccellenti arcieri, i migliori della regione e tra i migliori del gioco, ma la loro cavalleria resta piuttosto debole, se paragonata con quella dei nomadi. Le loro infrastrutture sono accettabili, ma spesso trovano di meglio conquistando territori imperiali. La loro posizione è molto sfortunata: oltre che a essere vicini a nemici barbari e romani, sono sulla direttrice delle invasioni dalla steppa. Non sono inoltre in grado di sfuggire a questa morsa tramite lo spostamento come orda, funzionalità per loro assente. La loro condizione di vittoria è conquistare 20 provincie, tra cui Germania Superior, Pannonia e Nord Italia.
- Celti Non-giocabili. Questa fazione inizia nella moderna Irlanda del nord e Scozia, rappresentando varie tribù come Scoti e Pitti. Possono essere una minaccia sia per i romani occidentali sia per i loro equivalenti romano-britanni, ed entrano spesso in conflitto coi Sassoni. Il loro esercito è composto da vecchie unità soprattutto leggere, come carri da guerra e i temuti gallowglass (fanteria con spade a due mani), oltre che da unità simili ai berserker. La cavalleria è la peggiore fra tutti i barbari, e le infrastrutture sono elementari. Sono favoriti dall'esiguità dei nemici, i più pericolosi dei quali sono i lontani Sassoni.
- Burgundi Non-giocabili. Tendono ad essere rivali dei Franchi, dato che il loro obiettivo è risiedere in Gallia come loro. Possono formare orde e il loro esercito è composto, tra gli altri, da berserkers. Hanno le stesse unità degli Alemanni, ma hanno una posizione strategica più gestibile.
- Longobardi Non-giocabili. Una forte nazione a tutto tondo che cerca di invadere l'Italia. Il loro esercito è composto principalmente da fanteria, inclusi berserker. Possono costituire un'orda e hanno le stesse unità degli Alemanni e dei Burgundi. Cominciano la partita abbastanza lontano rispetto agli altri barbari e a parte i Burgundi non hanno nemici immediatamente pericolosi.

### Fazioni orientali
- Sassanidi: Giocabili. Sono la dinastia regnate della Persia. Controllano l'attuale Iraq e la parte più occidentale dell'Iran, ma nella realtà il loro dominio si estendeva ben oltre, arrivando fino all'India. Sono nemici giurati dell'impero romano d'Oriente, e sono l'unica fazione che segue lo Zoroastrismo. Il loro esercito è una macchina mortale il cui perno sono le potentissime unità di cavalleria corazzata come gli Immortali Clibinarii che accompagnano i loro generali, i Catafratti e gli elefanti da guerra persiani. I sassanidi hanno anche unità di fanteria abbastanza potenti chiamate Sughdians che integrano la solita scarsa e male armata fanteria orientale. Sono l'unica fazione oltre ai romani che parte già con una nazione solida e ben costruita; le loro infrastrutture sono discrete, seppure non al livello di quelle dei loro vicini romani. Hanno inoltre la fortuna di essere lontani dalle tradizionali direttrici d'invasione dei popoli barbarici e nomadi. La loro condizione di vittoria è conquistare 34 provincie, tra cui Aegyptus, Palestina e Tracia.

### Fazioni nord-africane
- Berberi Non-giocabili. Si trovano a cavallo tra la costa degli odierni Algeria e Marocco e il deserto del Sahara. I loro eserciti sono specializzati nella guerra nel deserto: hanno veloci unità sia a piedi che a cavallo dotate di armature leggere, ma quasi nessuna unità pesante da mischia. Peccano anche in tecnologia, e le loro infrastrutture sono abbastanza basilari. Questi difetti non sono così evidenti finché combattono nella loro terra d'origine, poiché le loro truppe lì rendono al meglio, e i loro nemici nel settore sono piuttosto deboli e sparpagliati.

### Ribelli
I ribelli rappresentano le fazioni barbariche invadenti, ma questa volta non hanno molti territori come all'inizio di Rome: Total War. Tuttavia, ogni volta che una città viene presa da un'orda, diventa ribelle (finché l'orda non viene abbattuta), così i territori ribelli possono crescere rapidamente.

## Battaglie storiche
Due sono le battaglie storiche giocabili:
- Battaglia del Monte Badon
- Battaglia dei Campi Catalaunici

## Accoglienza
| Testata                          | Giudizio |
| -------------------------------- | -------- |
| Metacritic (media al 31-01-2020) | 82/100   |
| Eurogamer                        | 8/10     |
| Game Revolution                  | B        |
| GameSpot                         | 8.2/10   |
| GameSpy                          | [ 9 ]    |
| IGN                              | 8.8/10   |
| PC Format                        | 88%      |
| PC Gamer                         | 86%      |

L'espansione ha ricevuto un'accoglienza generalmente "favorevole" secondo il sito Metacritic. Sebbene molti siano rimasti un po' delusi dalle poche innovazioni rispetto al gioco originale, sono comunque rimasti contenti dal risultato finale.
Barbarian Invasion ha ricevuto un premio "Silver" in vendite dall'Entertainment and Leisure Software Publishers Association (ELSPA), grazie alle sue circa 100,000 copie vendute nel Regno Unito.